# Leo Hepp
Leo Hepp, nemški general in vojaški veterinar, * 24. junij 1871, † 22. oktober 1950.